# Concorso Gina Bachauer
Il Concorso "Gina Bachauer" si svolge ogni quattro anni a Salt Lake City, nello Utah, e dopo il Concorso "Van Cliburn", è la più importante competizione pianistica che si svolge negli Stati Uniti.

## Storia

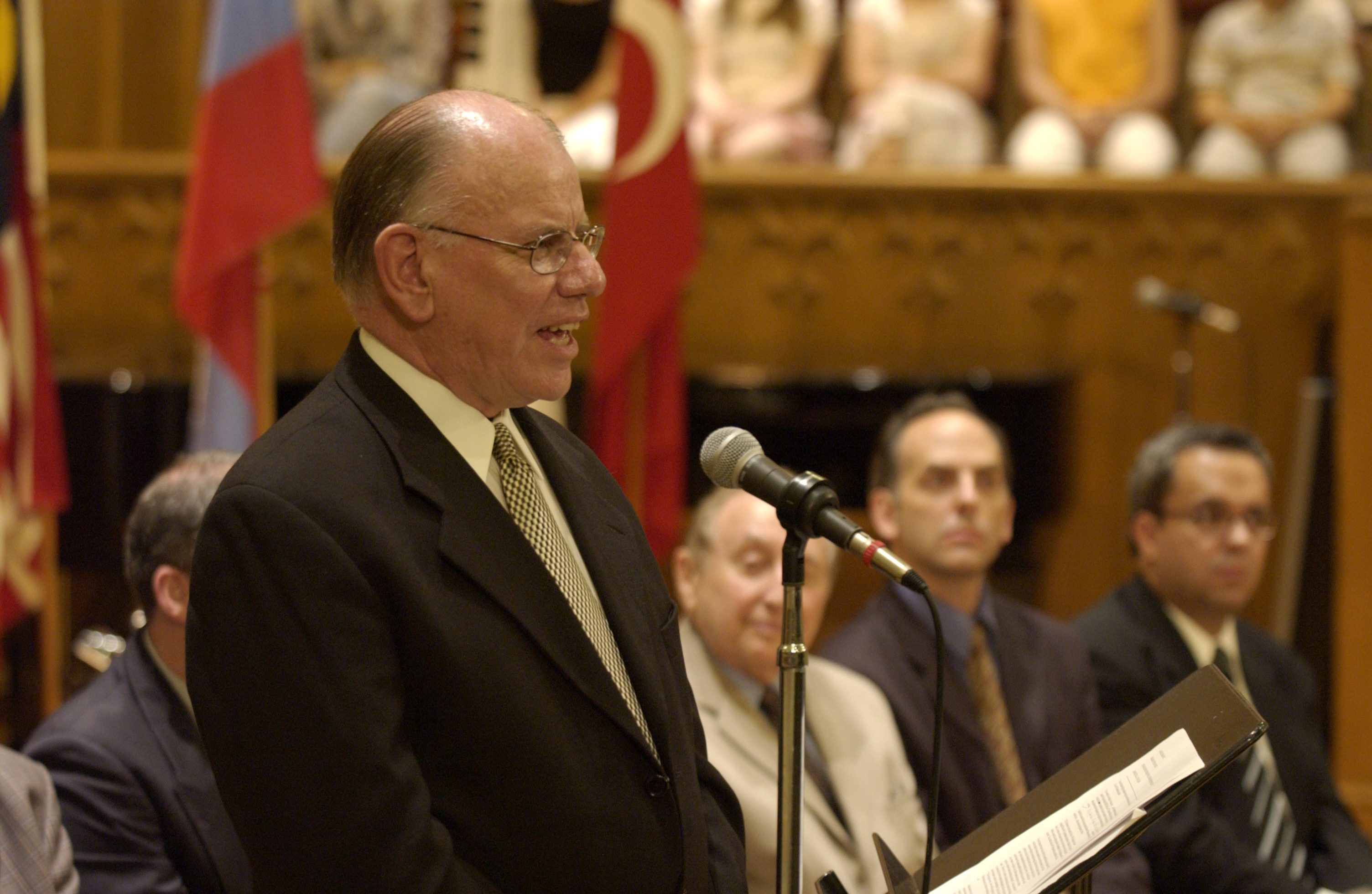
Paul Pollei, fondatore del concorso.

Il concorso è stato fondato nel 1976 da Paul Pollei. Nel 1978 Alec Sherman, vedovo di Gina Bachauer, annunciò che avrebbe preso il nome di sua moglie, pianista greca divenuta molto popolare nello Utah, dopo aver suonato con Maurice Abravanel e l'orchestra dello Utah.
Nel 1983 è entrato a far parte del circuito dei concorsi internazionali della Federazione mondiale di Ginevra. Dalla prima edizione più di 1.000 pianisti, provenienti da oltre 40 paesi, hanno partecipato al concorso e sono stati assegnati premi per oltre 300.000 dollari.
Attualmente il concorso prevede tre sezioni: quella principale "International Artists Competition" riservata ai pianisti tra i 19 e i 32 anni e le due minori, la "Young Artist Competition" per la fascia 14-18, e la "Junior Competition" per i candidati tra gli 11 e i 13 anni.

## Albo d'oro dei vincitori

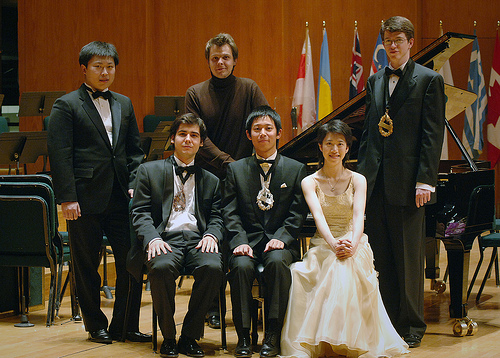
I vincitori dell'edizione 2006

Relativamente alla categoria principale, questo risulta essere l'albo d'oro del concorso.
- 1976 – Douglas Humpherys, USA
- 1977 – Christopher Giles, USA
- 1978 – Arthur Greene, USA
- 1979 – Panayis Lyras, USA
- 1980 – Duane Hulbert, USA
- 1982 – Michael Gurt, USA
- 1984 – David Buechner, USA
- 1986 – Alec Chien, Cina
- 1988 – Xiang-Dong Kong, Cina
- 1991 – Gail Niwa, USA
- 1994 – Nicholas Angelich, USA
- 1998 – Lori Sims, USA
- 2002 – Cédric Pescia, Svizzera
- 2006 – Stephen Beus, USA
- 2010 – Lukas Geniušas, Russia
- 2014 – Andrey Gugnin, Russia
- 2018 – Changyong Shin, Corea del Sud